# Донские Избищи
Донские Избищи (разг. Дон-Избищи) — село в Лебедянском районе Липецкой области России. Входит в состав Куликовского сельсовета.

## География
Село находится на севере центральной части Липецкой области, в лесостепной зоне, в пределах северо-восточных отрогов Среднерусской возвышенности, на левом берегу реки Дон, в 20 км к юго-западу от города Лебедянь и в 45 км к северо-западу от Липецка.

### Климат
Климат характеризуются как умеренно континентальный, с умеренно холодной продолжительной зимой и тёплым летом. Среднегодовая температура воздуха составляет 4,5 °С. Средняя температура воздуха самого холодного месяца (января) — −9,5 °C; самого тёплого месяца (июля) — 19,5 °C. Среднегодовое количество атмосферных осадков составляет 500 мм, из которых около 65 — 70 % выпадает в тёплый период. Преобладающими ветрами являются юго-западный, западный и северо-западный.

## История
Известно по документам с 1671 года как село с деревянной церковью во имя св. великомученика Георгия Победоносца. В Списке населенных мест Воронежской губернии в 1856 году указывается как казенное и владельческое село «Донския Избища, при реке Доне и отвершке Карювом Вершке».

### Административно-территориальная принадлежность
В XIX веке село входило в состав Задонского уезда Воронежской губернии.
В 1930-х гг. село Донские Избищи вошло в состав Лебедянского района Рязанской области (с 1954 года — в Липецкой области).
До 1954 года возглавлял Дон-Избищенский сельсовет, упразднённый в пользу Куликовского сельского Совета.

## Население
| 1859 | 1897  | 2010 |
| ---- | ----- | ---- |
| 805  | ↗1001 | ↘237 |

### Историческая численность населения
В 1710 году в Лебедянской переписной книге упоминается сельцо Избищи с 16 дворами и 63 жителями.
В 1880 году — 139 дворов и 1049 жителей. По переписи 1926 года насчитывалось 243 двора и 1112 жителей.

### Национальный состав
Согласно результатам переписи 2002 года, в национальной структуре населения русские составляли 96 % из 243 чел.

## Инфраструктура
Личное подсобное хозяйство с зоной сельскохозяйственного использования, индивидуальная застройка усадебного типа.
Основа экономики — сельское хозяйство.
Библиотека.

## Церковь
Церковь Спаса Преображения, в полуразрушенном состоянии.
В 1824 году возведена небольшая каменная церковь с главным приделом Преображения Господня и вторым — Георгиевским. В 1930-х годах храм был закрыт для богослужений и использовался в хозяйственных целях. 

## Транспорт
Остановка общественного транспорта «Донские Избищи» в центре села.